# Michele Foschini

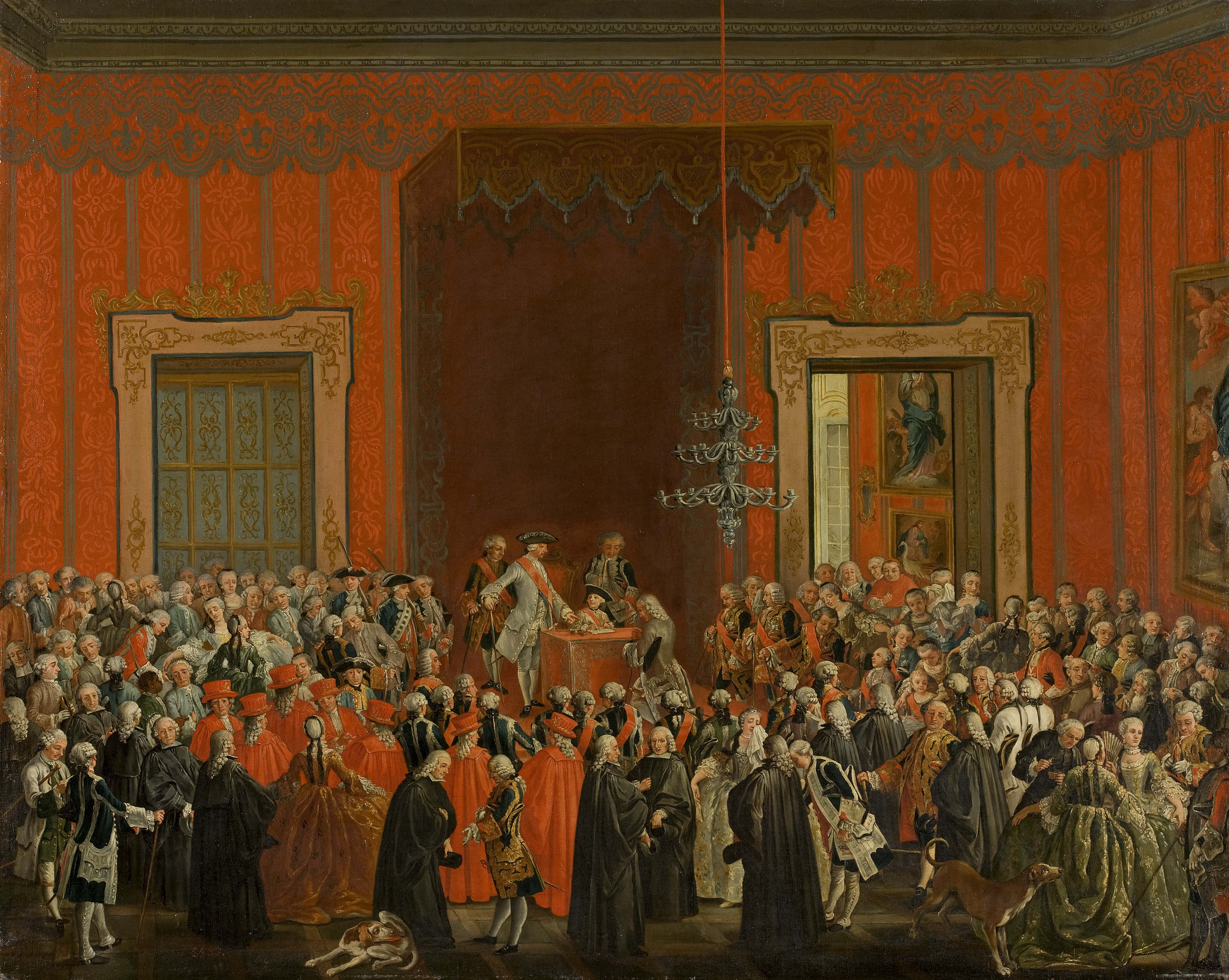
Carlos III renuncia a la corona de Nápoles, óleo sobre lienzo, 102,5 x 128,8 cm, Madrid, Museo del Prado

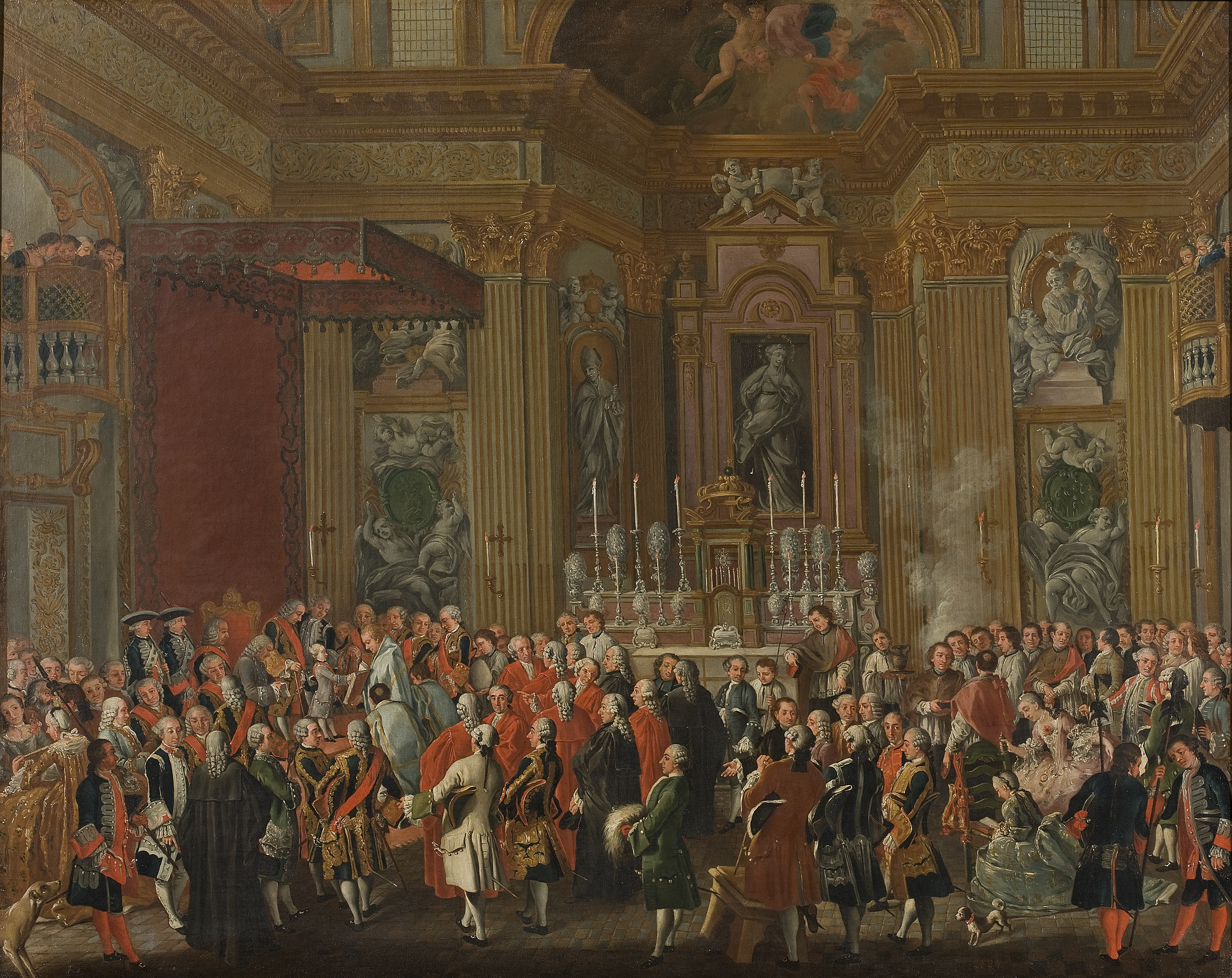
Juramento de Fernando IV de Borbón como rey de Nápoles y Sicilia, h. 1759. Óleo sobre lienzo, 102 x 128 cm, Madrid, Museo del Prado

Michele Foschini (Guardia Sanframondi, 1711-Nápoles, c. 1770) fue un pintor italiano.

## Biografía y obra
Con doce años fue enviado a Nápoles a seguir estudios literarios que poco más tarde abandonó para iniciarse en el estudio del dibujo con Nicola Maria Rossi, discípulo de Francesco Solimena, a cuya escuela pasó luego a estudiar geometría, perspectiva y arquitectura, estudios según De Dominici necesarios para progresar en el difícil arte de la pintura.
Siempre según De Dominici, recomendado por su maestro copió algunas pinturas de Solimena para el gabinete de la princesa de Geraci, en la primera oportunidad que tuvo de dar pruebas de su habilidad en el manejo del color. Para la catedral de Nusco pintó algo más tarde su primer cuadro de altar: la Virgen del Carmen con san Pascual Bailón y san Felipe Neri, con ángeles y algunas ánimas del Purgatorio, obra madura con la que venía a confirmar las esperanzas en él puestas. Una segunda versión del mismo asunto, pintada para la iglesia de la Annuziata de Barletta, mereció los elogios de De Dominici, pues evidenciaba cuánto le había aprovechado la conversación con hombres doctos para representar con propiedad los efectos visibles de las pasiones humanas.
Uno de aquellos hombres doctos habría sido el arquitecto ilustrado Rocco Doyno de Venosa, con quien Foschini se interesó por la observación y la experimentación libre de prejuicios. Dominici cuenta que ambos amigos tuvieron la audacia de entrar en el cráter del Vesubio poco después de la erupción de 1738 para tomar medidas y elaborar un informe que fue publicado por la academia napolitana de ciencias.
Hacia 1734 recibió su primer encargo en Nápoles: la pintura al óleo sobre yeso de cuatro virtudes en las pechinas de la cúpula de San Gaudioso, donde también pintó un altar con la Virgen del Rosario, santa Rosa de Lima y san Vicente Ferrer y algunas otras obras sobre yeso o sobre lienzo para la sacristía, obras todas ellas destruidas al resultar incendiada la iglesia durante las revueltas de 1799. De 1738 es la deteriorada pintura de la cúpula de la iglesia de S. Maria della Pace en Nápoles, con San Juan de Dios atendiendo a los apestados, pintura pobre de color según De Dominici por su inexperiencia en la pintura al fresco, problemas que supo resolver en los posteriores frescos de la iglesia del monasterio de Santa Úrsula, construida por Doyno.
Después de 1742, fecha de publicación de las Vite de De Dominici, las noticias escasean. En 1748 firmó el enorme lienzo que cubre el altar mayor de la catedral de Cerreto Sannita, con la representación de la Santísima Trinidad coronando a María Inmaculada. Hacia 1759-1762 según la documentación de los pagos pintó dos escenas cortesanas de carácter testimonial no exentas de cierto pintoresquismo: Carlos III renuncia al trono de Nápoles y El juramento de Fernando IV como rey de Nápoles (Museo della Certosa di S. Martino y réplicas autógrafas en el Museo del Prado).